# Julie Vanloo
Julie Vanloo (nacida el 10 de febrero de 1993 en Ostende) es una jugadora de baloncesto belga. Con 1.68 metros de estatura, juega en la posición de base. Actualmente juega en las Golden State Valkyries de la WNBA, así como en el Galatasaray de la Superliga turca.